# Oceanites pincoyae
La golondrina de mar Pincoya (Oceanites pincoyae), también conocida como paíño Pincoya, es una especie de ave procelariforme de la familia Oceanitidae que integra el género Oceanites. Habita en las aguas sudorientales del océano Pacífico. Siendo considerada como nidificante endémica de Chile.

## Características
Entre las características propias se encuentran el tener gruesas barras cubitales blancas, color que repite en extensos parches en el inferior del ala, en la parte inferior del vientre y en el área de la cloaca.
El plumaje dominante de color pardo-negruzco se presenta en todo lo dorsal, incluyendo la cabeza, si bien poseen una tonalidad gris plateada lavada la nuca, el dorso, las escápulas y la parte superior de la rabadilla. Algunas de las mayores terciarias y de las escápulas presentan estrechos bordes blancos.
Es la única especie de Oceanites que posee el vexilo externo blanco en los dos pares de rectrices exteriores. Además se diferencia de otros petreles por tener un plumaje juvenil distinto.
De Oceanites gracilis gracilis se separa por presentar mayor longitud en el dedo medio y el tarso más acortado; se diferencia de Oceanites oceanicus chilensis por ser de tamaño menor. También parece tener diferencias con ambos taxones en los periodos de reproductivo y de muda. Fue estimada una población total de alrededor de tres mil ejemplares.
De entre todas las especies de Oceanitinae australes se diferencia por sus hábitos y la ecología de forrajeo, ya que esta especie presenta “carreras de ratón” y frecuentes buceos en busca de alimento.
Su hábitat natural serían las aguas de la alta mar, ya que es un ave marina pelágica, la que vive todo el año en el océano, generalmente lejos de las costas, a las que se aproxima sólo en la época reproductiva.

## Taxonomía

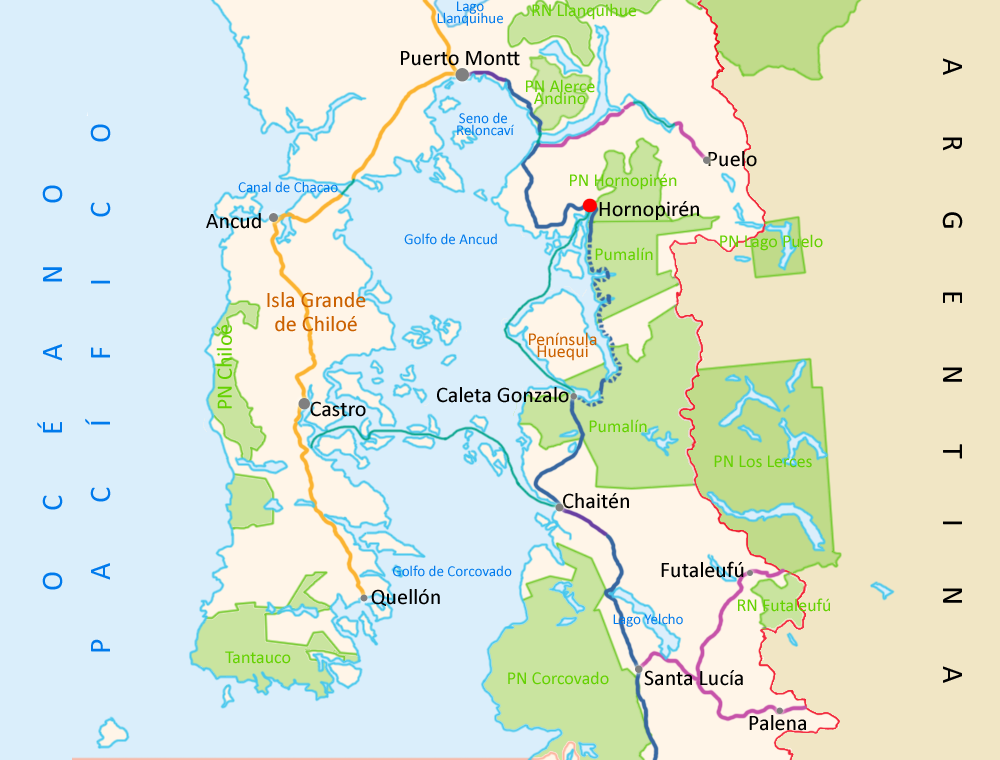
Mapa del área donde habita esta especie.

El año 2009 se dio a conocer a la comunidad científica el avistamiento en la zona del seno de Reloncaví de ejemplares de Oceanites sp. que presentaban características diferentes a las de cualquier otro taxón conocido, lo que conduciría a una investigación destinada a identificar a la especie avistada. 
Fue descrita originalmente en el año 2013 por un equipo de ornitólogos integrado por Peter Harrison, Michel Sallaberry, Chris P Gaskin, Karen A Baird, Álvaro Jamarillo, Shirley María Metz, Mark Pearman, Michael O'Keeffe, Jim Dowdall, Seamus Enright, Kieran Fahy, Jeff Gilligan y Gerard Lillie. Fue descrito sobre la base de las características de once individuos que fueron capturados —examinados y luego liberados— al sudoeste de América del Sur, en las aguas marinas del seno de Reloncaví, del océano Pacífico del sur de Chile. A estos se les sumó el ejemplar tipo, una hembra capturada el 19 de febrero de 2011 en la misma zona y que presentó las siguientes medidas:
- Longitud del cráneo más la del pico: 32,9 mm
- Longitud del culmen expuesto: 11,5 mm
- Longitud de la cuerda del ala (aplanándola): 134 mm
- Longitud del tarso 31 mm
- Longitud del dedo medio (con la uña) 26,5 mm
- Longitud de la cola 57 mm
- Envergadura alar 330 mm
- Peso: 24 g

Además cuenta con dos paratipos, una hembra juvenil y un macho, que originalmente estaban identificados como Oceanites oceanicus y habían sido colectados por el ornitólogo argentino Andor Kovács en El Bolsón, provincia de Río Negro, Patagonia argentina, en 1972 y 1983 respectivamente, y que tienen las siguientes medidas: 
La hembra juvenil
- Longitud del culmen expuesto: 9,5 mm
- Longitud de la cuerda del ala (aplanándola): 138 mm
- Longitud del tarso 31,5 mm
- Longitud del dedo medio (con la uña) 26 mm
- Longitud de la cola 61 mm

El macho
- Longitud del culmen expuesto: 10 mm
- Longitud de la cuerda del ala (aplanándola): 137 mm
- Longitud del tarso 30,5 mm
- Longitud del dedo medio (con la uña) 27 mm
- Longitud de la cola 53 mm

Como ocurrió en estos dos casos, la llegada a los lagos andinos de la Patagonia argentina de aves marinas provenientes de las aguas del sur de Chile es un hecho bastante frecuente, ya que las mismas son arrastradas por los fuertes vientos del cuadrante oeste, los que se suelen presentar cada cierto tiempo, especialmente durante la primavera austral.

## Etimología
Etimológicamente, su nombre específico hace alusión a la Pincoya, una criatura imaginaria perteneciente a la mitología de Chiloé, que representaría la fertilidad de los mares y brindaría ayuda de distintas formas a náufragos y pescadores. Esta criatura se ha asociado con las ninfas de los mares europeos, entre las que se cuentan las oceánides, criaturas que darían nombre al género Oceanites, al que pertenece esta especie.